# Hapoel Ironi Nir Ramat ha-Szaron
Hapoel Ironi Nir Ramat ha-Szaron (hebr. מועדון כדורגל הפועל עירוני ניר רמת השרון) – izraelski klub piłkarski z siedzibą w mieście Ramat ha-Szaron.

## Historia
Chronologia nazw:
- 19??–199?: Hapoel Ramat ha-Szaron
- od 199?: Hapoel Ironi Nir F.C.

Klub został założony jako Hapoel Ramat ha-Szaron. W 1984 awansował do Ligat Artzit. W 1985 był o krok do awansu do Ligat ha’Al. W 1986 został zdegradowany do Ligat Alef, a dwa sezony później do Ligat Bet. W latach 90. XX wieku klub został przemianowany imieniem byłego gracza Nir Yitzhaki na Hapoel Ironi Nir F.C.. W 1996 roku klub powrócił do Ligat Alef. W 2000 zajął drugie miejsce w lidze, a po tym, jak Beitar Tel Awiw i Szimszon Tel Awiw połączyli się zespół otrzymał miejsce brakujące w Ligat Artzit (3 liga). W 2004 wygrał ligę i awansował do drugiej ligi. W tym samym sezonie także zdobył Toto Cup Artzit. W sezonie 2009/10 zespół osiągnął największy w historii klubu sukces, dochodząc do półfinału Pucharu Izraela.
W 2011 wygrał ligę Leumit (2 liga) i awansował do najwyższej ligi. W tym samym sezonie także zdobył Toto Cup Leumit.

## Sukcesy
- Mistrzostwo Izraela:
  -  ?.miejsce (1): 2012
- Puchar Izraela:
  - półfinalista (1): 2010
- Toto Cup Leumit:
  - zdobywca (1): 2011
- Toto Cup Artzit:
  - zdobywca (1): 2004
- 2.liga Izraela:
  - mistrz (1): 2011
- 3.liga Izraela:
  - mistrz (1): 2004

## Stadion
Yankela Grundman Stadium może pomieścić 2,000 widzów.